# مردخوار
مَردخوار (آدم‌خوار) یا مانتیکور موجودی افسانه‌ای نشات گرفته از افسانه‌های ایران باستان است.
این جانور سر و چهره یک انسان (بیشتر مرد) و چشمان خاکستری دارد. بدن آن قهوه‌ای رنگ و به شکل شیر و دم آن نیز مانند دم کژدم (گاهی اژدها) است.
اندازه این جانور از شیر بزرگ‌تر و از اسب کوچک‌تر است و بدنش کمی درشت‌تر از شیر است.

## ریشه‌شناسی
مردخوار در اصل از افسانه‌های پارسی قدیم است. واژه مانتیکور تغییر شکل یافته واژه یونانی mantikhoras است که خود، تغییر شکل داده‌ی واژه فارسیِ باستان مردخوار martiya-khvara است. martiya یعنی مَرد (در معنای کلی انسان مانند man در انگلیسی) و khvara(xuar-) یعنی خوردن.

## تاریخچه

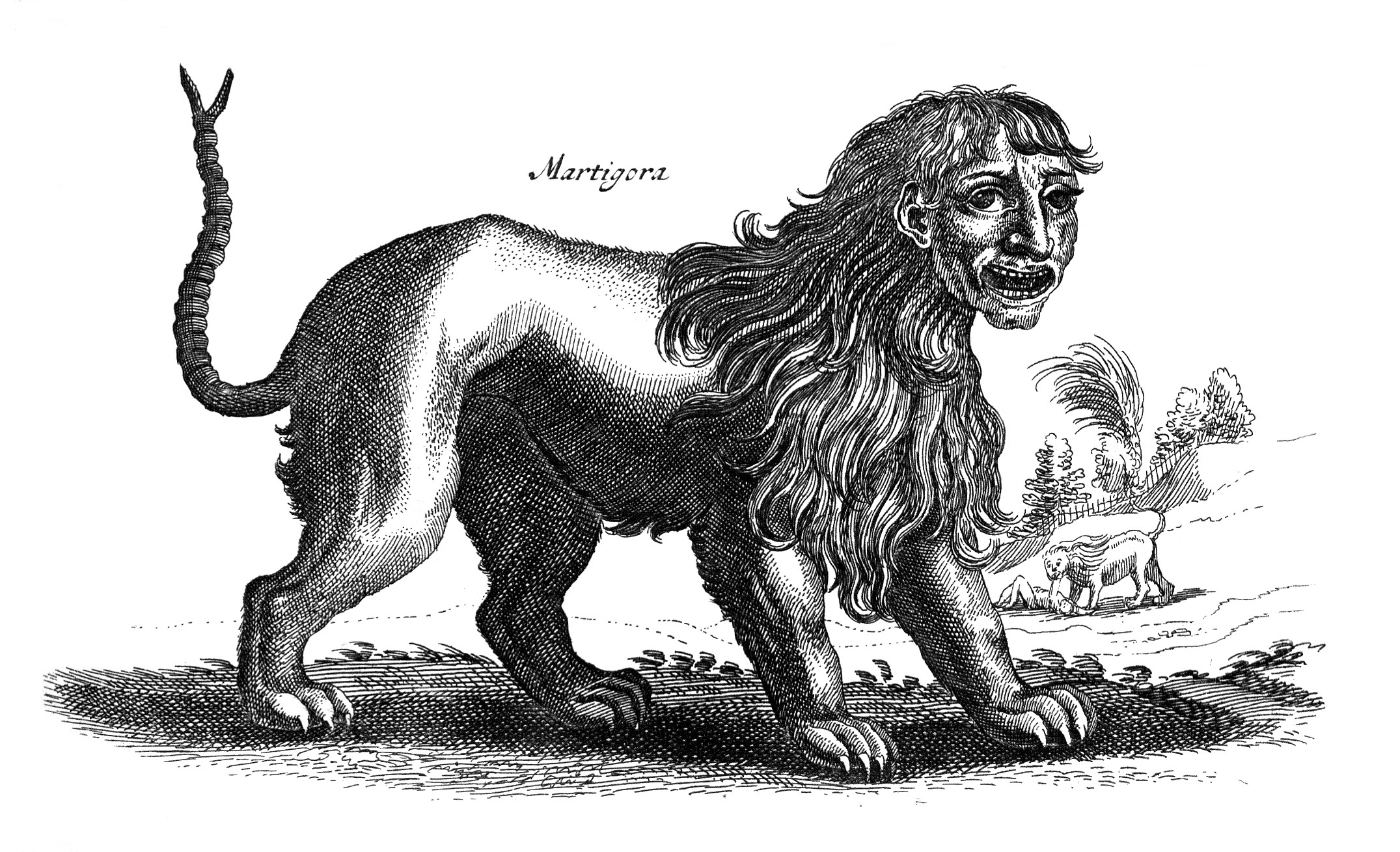
نگاره‌ای فرضی از مردخوار به سال ۱۶۷۸ میلادی

نخستین بار یک نویسنده ایرانی در یاداشت‌هایی که به زبان هندی تالیف شده بود از این موجود یاد کرد که بعدها به قسمت شمال غربی ایران کهن که منطقه آسیای صغیر است منتقل شد و در طول تاریخ به یونان رسید و سپس در بقیه اروپا پخش شده و اکنون از آن به عنوان افسانه‌ای یونانی یاد می‌کنند.

## شیوه شکار
شیوه شکار کردن مردخوار در افسانه‌های اروپایی بسیار جذاب است. او ابتدا با نیش دم کژدم‌مانند خود زهری کشنده به شکار تزریق می‌کند و دردی در وجود او ایجاد می‌کند. سپس وقتی مطمئن شد که شکار دیگر قدرت حرکت ندارد قسمتی از گوشت او را می‌کند و به کناری می‌اندازد. زهر خود به خود از زخم به وجود آمده خارج می‌شود.
سپس مانتیکور در حالی که آواز لالایی مانندی را زمزمه می‌کند شکار را می‌بلعد.

## پاورقی‌ها
1. ↑  مرتیاخوار در فارسی میانه هم از همین ریشه است. با تلفظِ mardya khowr